# Error típico
En estadística, un error típico se refiere a las variaciones que son a menudo inevitables. El error típico puede definirse también como la variación producida por factores distorsionantes tanto conocidos como desconocidos.

## Tipos de error
Se pueden definir los siguientes tipos de error:
- Error de tratamiento. Debido a la incapacidad de replicar o repetir el tratamiento desde una aplicación a la siguiente.

- Error de estado. Debido a cambios aleatorios en el estado físico de las unidades experimentales.

- Error de medida. Debido a las impresiones en el proceso de medición o recuento.

- Error de muestreo. Debido a la selección aleatoria de unidades experimentales para la investigación.

- Error experimental. Está asociado a una unidad experimental, refleja las diferencias entre las múltiples unidades experimentales, es decir, una unidad experimental no puede ser replicada en forma exacta.

- Error observacional. Está asociado a las unidades observacionales; es un reflejo del error de medición y del error del muestreo (además de otros factores).